# 威爾羅茲加登斯 (堪薩斯州)
威爾羅茲加登斯（英語：Wilroads Gardens）是位於美國堪薩斯州福特縣的一個人口普查指定地區。

## 人口
根據2020年美國人口普查的數據，威爾羅茲加登斯的面積為5.84平方千米，當中陸地面積為5.84平方千米，而水域面積為0.00平方千米。當地共有人口639人，而人口密度為每平方千米109.42人。